# 페이트리스
페이트리스(Sorstalansag, Fateless)는 이스라엘에서 제작된 라조스 콜타이 감독의 2005년 드라마, 전쟁 영화이다. 마셀 나기 등이 주연으로 출연하였고 피터 바바릭스 등이 제작에 참여하였다.

## 출연

### 주연
- 마셀 나기
- 벨라 도라

### 조연
- 벨링트 펜텍
- 아론 디메니
- 피터 판크시카이
- 이스트반 고즈
- 미클로 제케리 B.
- 에바 반도르
- 이스트반 우리
- 오르소냐 토스
- 솔트 라즐로
- 가보 메이트
- 주디트 쉘
- 페렝크 렌기엘
- 사볼치 투록지
- 앤드리아 라다니
- 애덤 라이호나
- 다니엘 크레이그
- 피로스카 몰너
- 쥬디트 메스즐레리
- 타마스 듀나이
- 팔 오버프랭크
- 프랭크-마이클 코브
- 일디코 토쓰
- 에르노 페케테

## 제작진
- 원작자: 임레 케르테즈
- 프로듀서: 일디코 케메니
- 라인프로듀서: 엔드리 시크
- 라인프로듀서: 에리카 타르
- 협력프로듀서: 마이클 루터
- 미술: 티보 라저
- 세트: 미클로 몰나르
- 의상: 조지이 자칵스
- 배역: 헤타 맨체프